# Hedychium efilamentosum
Hedychium efilamentosum là một loài thực vật có hoa trong họ Gừng. Loài này được Hand.-Mazz. mô tả khoa học đầu tiên năm 1936.